# Johann Lange (Ratsherr)

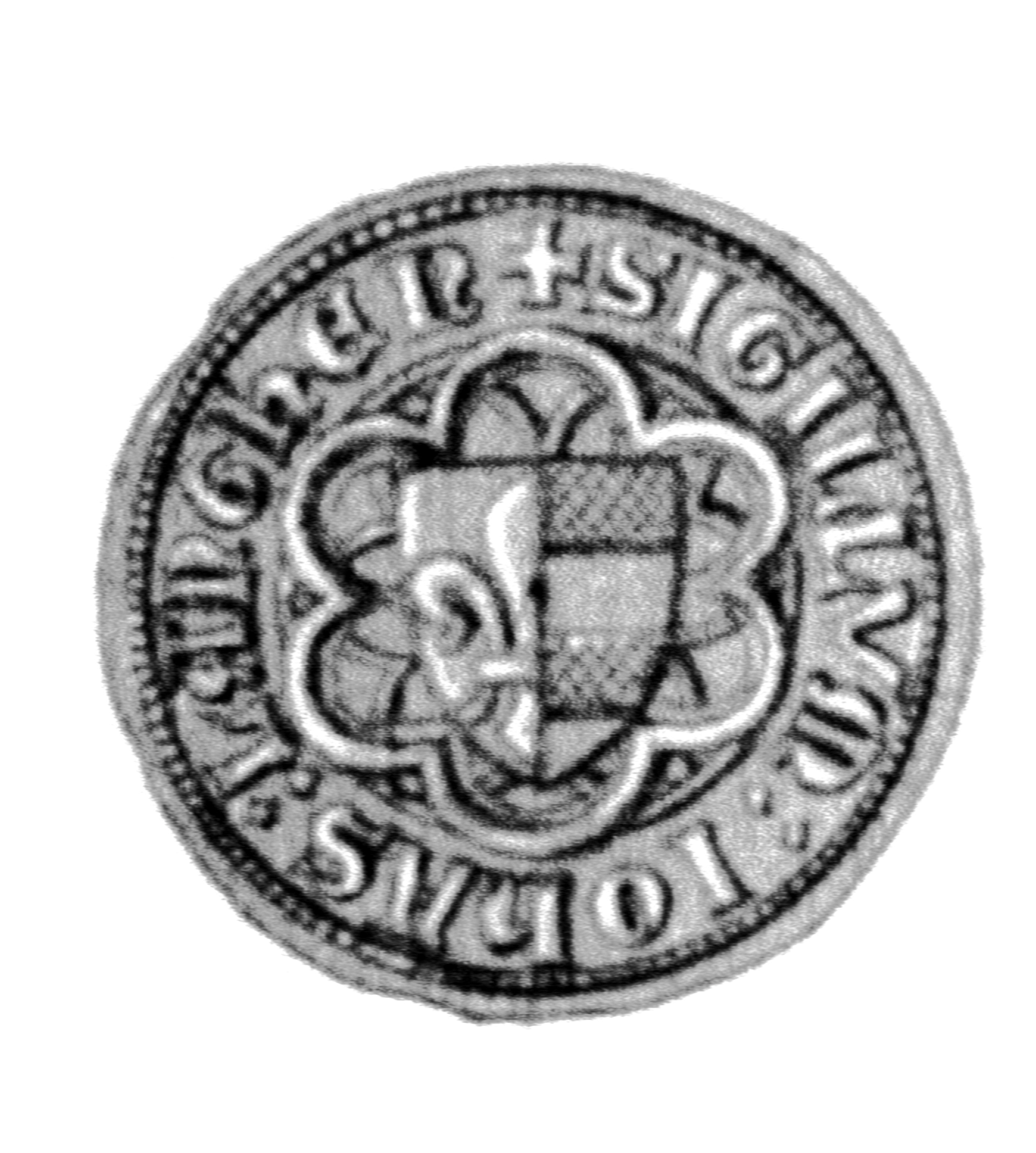
Siegel des Johann Lange um 1370

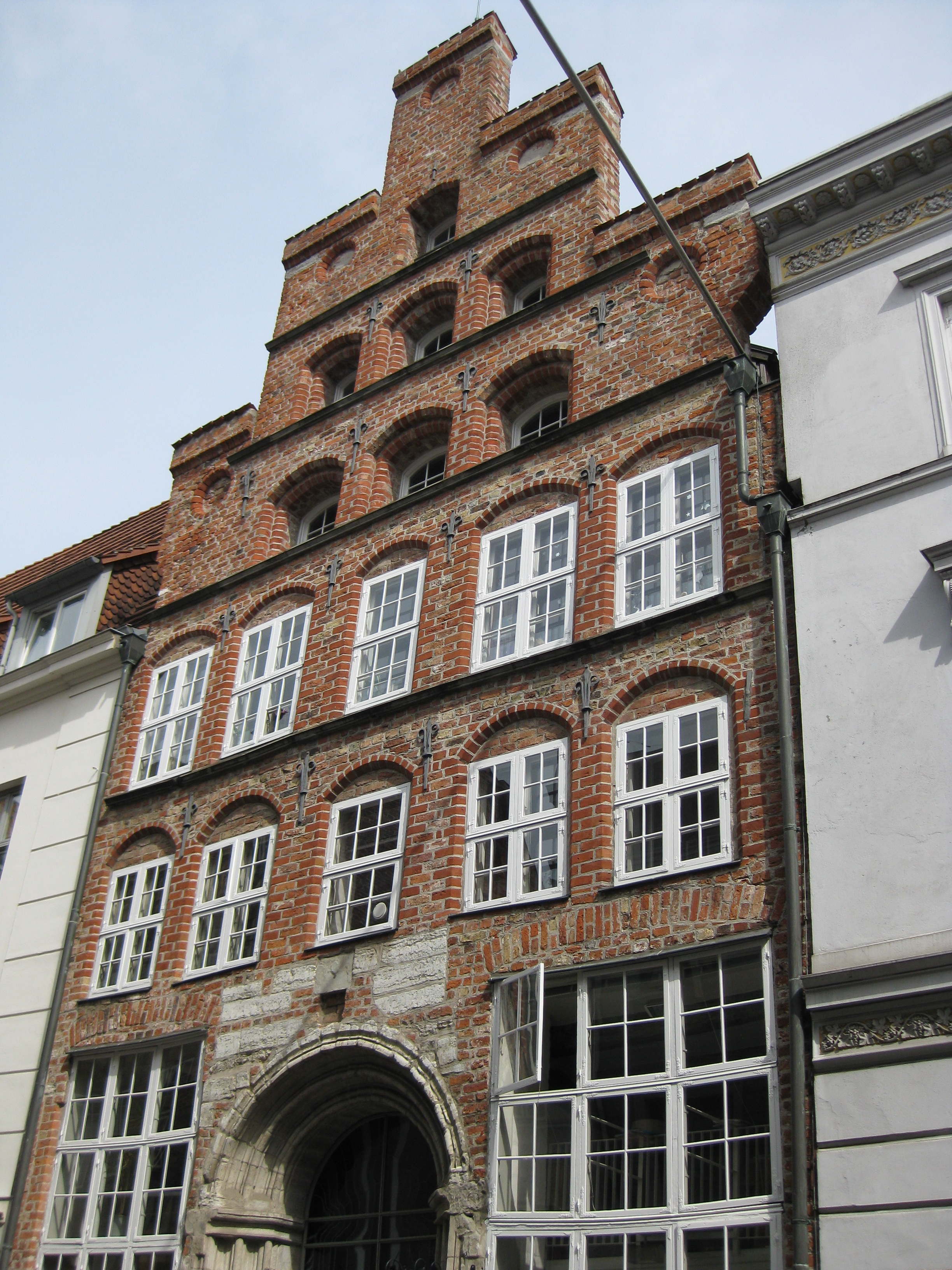
Heutiges Haus Mengstraße 64 (erbaut um 1544)

Johann Lange († 1385 in Lübeck) war Ratsherr der Hansestadt Lübeck.

## Leben
Der Kaufmann Johann Lange wurde 1368 in den Lübecker Rat erwählt. Zeitweilig hielt er sich als Lübecker Vogt in Schonen auf, um dort den Pfundzoll zu erheben. 1373 war er an einer Anleihe Lübecker Kaufleute von 4500 Mark an Herzog Erich IV. von Sachsen-Lauenburg beteiligt. 1375 war er einer der Lübecker Gesandten bei König Waldemar IV. von Dänemark. Auf vielen Hansetagen der Jahre 1368 bis 1382 vertrat er die Stadt.
Lange war verheiratet mit Elisabeth van Hachede, einer Schwester des Lübecker Ratsherrn Hinrich van Hacheden. Er bewohnte das Haus Mengstraße 64 in der Lübecker Altstadt.
Im Lübecker Dom befand sich die heute nicht mehr nachweisbare Grabplatte eines um 1420 verstorbenen Laurentius Lange, die das gleiche Familienwappen zeigte.